# O Cebreiro
O Cebreiro en galicien (nom officiel), ou El Cebrero en espagnol, est une paroisse civile (parroquia) de la commune (municipio) de Pedrafita do Cebreiro, dans la comarque de Os Ancares, province de Lugo, communauté autonome de Galice, au nord-ouest de l'Espagne.
Cette localité est une halte sur le Camino francés du Pèlerinage de Saint-Jacques-de-Compostelle. C'est la première halte en Galice après avoir quitté la Castille-et-León.

## Histoire
C'est une étape historique du premier chemin du Pèlerinage de Saint Jacques de Compostela, appelé « El camino primitivo », venant des Asturies. Par la suite O Cebreiro est devenu aussi une étape du plus célèbre itinéraire du pèlerinage, le Camino francés. Un refuge de pèlerins y est installé dès le IXe siècle.
À partir de 1072, Alphonse VI favorise la création d'un hôpital pour pèlerins par des moines bénédictins de l'abbaye Saint Géraud d'Aurillac. Au milieu du XVe siècle à l'abbaye bénédictine de Valladolid [Quoi ?].
O Cebreiro fut un lieu important lors de la lutte contre les troupes napoléoniennes du Premier Empire, durant la Guerre d'indépendance espagnole (1808-1814), du fait de sa position stratégique de passage entre la Castille et la Galice.

## Géographie

### Localités ou sites voisins
| Nord-ouest Routes (es) LU-4503 puis LU-3702 vers Nullán et Alence (municipio de As Nogais) | Nord Barxamaior (gl) (municipio de Pedrafita do Cebreiro)                                         | Nord-est Pedrafita do Cebreiro (chef-lieu) (municipio de Pedrafita do Cebreiro) |
| Ouest Hospital da Condesa (municipio de Pedrafita do Cebreiro)                             |                                                                                                   | Est El Castro et Laballós (municipio de Vega de Valcarce)                       |
| Sud-ouest Liñares et Celeiró (municipio de Pedrafita do Cebreiro)                          | Sud Route municipale vers Santín, Zanfoga et Veiga de Brañas (municipio de Pedrafita do Cebreiro) | Sud-est La Cernada et La Laguna de Castilla (municipio de Vega de Valcarce)     |

## Patrimoine et culture

### Pèlerinage de Compostelle
O Cebreiro est un haut lieu du Pèlerinage de Saint-Jacques-de-Compostelle, dans le municipio de Pedrafita do Cebreiro (province de Lugo). C'était déjà une étape du Camino primitivo venant des Asturies.
Par le Camino francés, le chemin atteint O Cebreiro peu après l'arrivée en Galice, à quelque 155 km de Saint-Jacques-de-Compostelle, en venant de La Laguna de Castilla dans le municipio de Vega de Valcarce.
La prochaine localité traversée est Liñares, toujours dans le municipio de Pedrafita do Cebreiro.

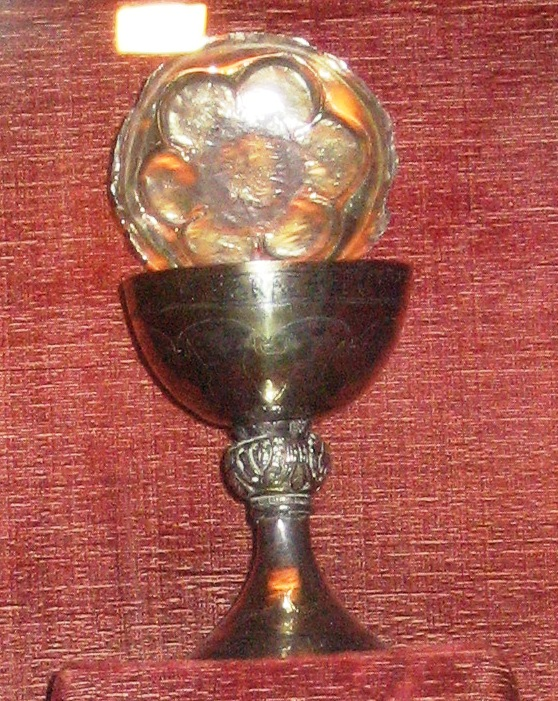
Calice et patène de O Cebreiro.

### Le miracle du Saint Graal
Le récit de ce miracle du Saint Graal de Galice fait partie de la tradition du pèlerinage de Compostelle.
Un jour d'hiver particulièrement neigeux, un moine célébrait la messe dans l'église de Santa María la Real (cf. infra) d'O Cebreiro. Un voisin de la paroisse de Barxamaior (gl), du nom de Juan Santín, brava la tempête et se rendit jusqu'à l'église pour assister à cette messe. Le moine sous-estima le sacrifice du paroissien s'exclamant quand il le vit arriver « Qui vient, par une si grande tempête, se fatiguer pour voir seulement un peu de pain et de vin ! ». À ce moment précis, l'hostie se transforma en chair et le vin en sang,.

### Patrimoine religieux

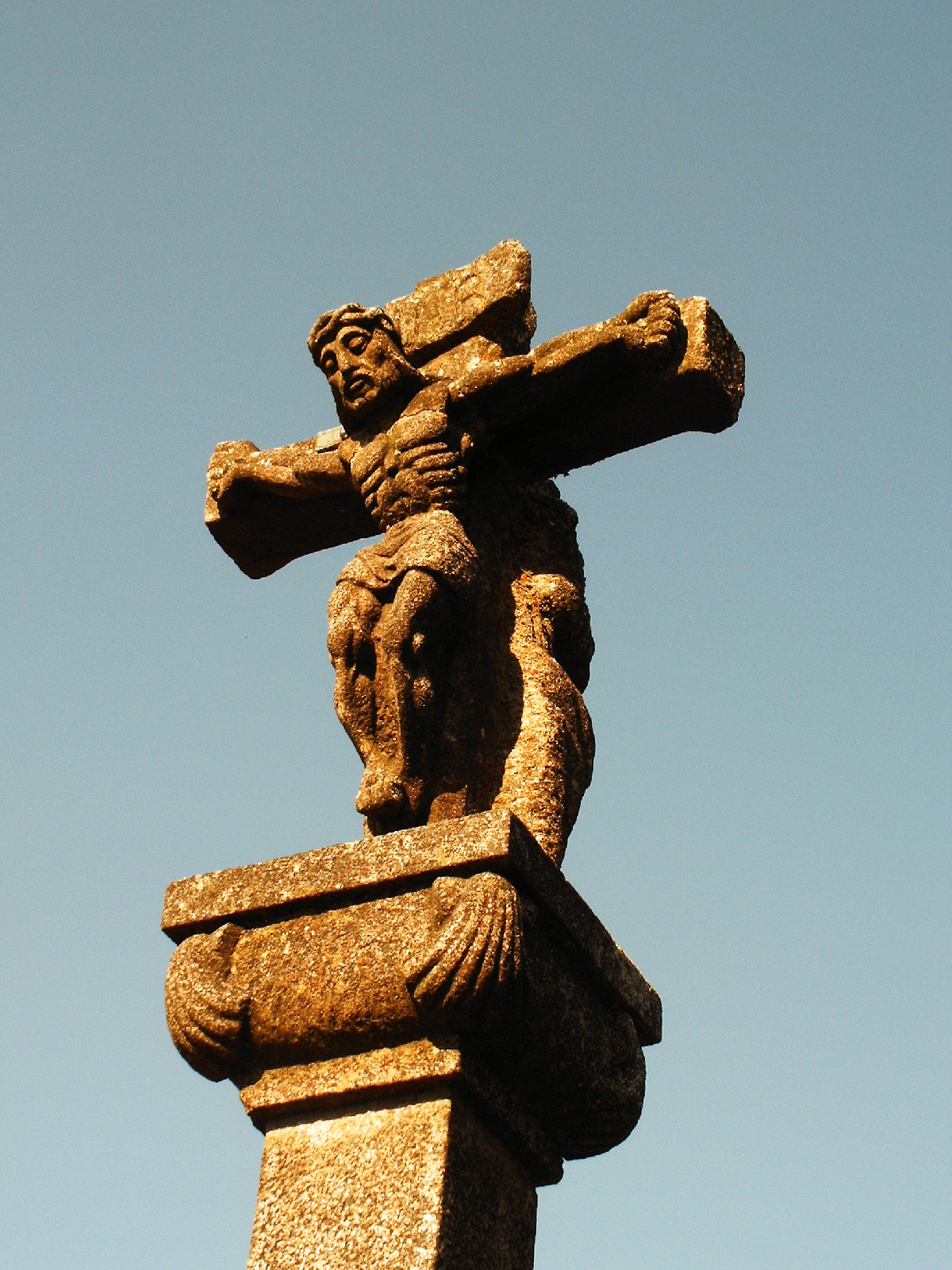
Calvaire à O Cebreiro.

Église Sainte-Marie-du-Mont-Cebreiro (Santa María la Real)
La structure de cet édifice est de style pré-roman des IXe et Xe siècles.
Elle est mentionnée en 1289 comme appartenant à l'abbaye d'Aurillac avec le prieuré et l'hôpital des pèlerins[réf. souhaitée].
Elle abrite un calice roman du XIIe siècle.

### Patrimoine civil et naturel

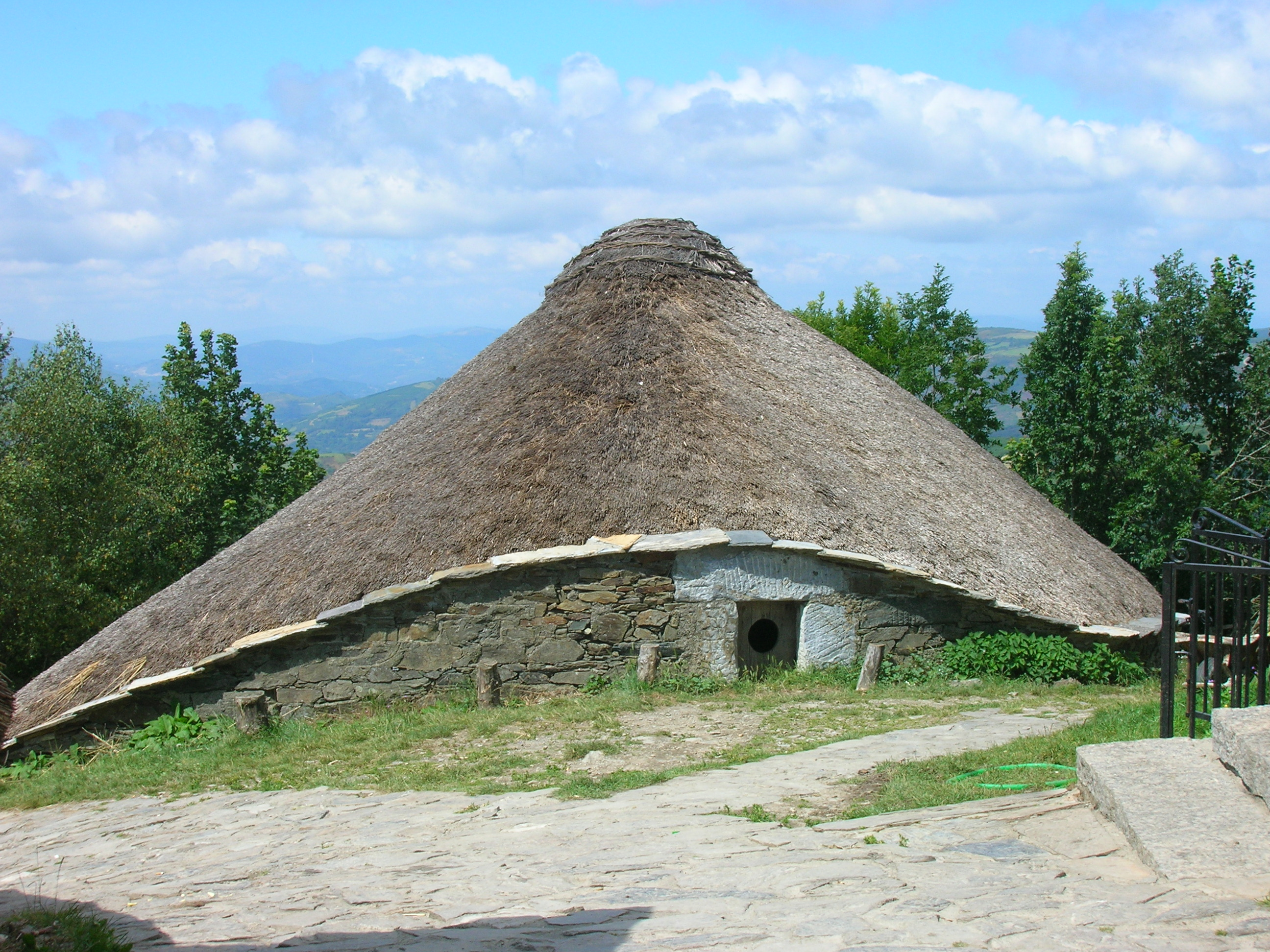
Palloza (chaumière) sur le Mont Cebreiro

- Le village aux maisons couvertes de chaume appelées « pallozas » présente une architecture vernaculaire d'une des formes d'habitat les plus anciennes de Galice.